# 登坂誠
登坂 誠（のぼりさか まこと、1960年5月26日 - ）は、日本のランドスケープアーキテクト, 都市計画・デザイナー, 建築家。Blue Ocean Designを主宰。日建設計でプロジェクト開発部門主管ランドスケープアーキテクトや都市デザイナーとして活動。茨城県生まれ。

## 経歴と代表作
Profile/Blue Ocean Design参照。
1985年東京大学大学院工学系研究科建築学専攻修士課程修了。1990年ハーバード大学デザイン大学院ランドスケープアーキテクチュア修士修了。1990年ピーター・ウォーカー&パートナーズ+日建設計。2015年からBlue Ocean Design。その間、東京大学まちづくり大学院・慶應義塾大学環境情報学部にて非常勤講師。

## 著書
- ランドスケープ空間の諸相 - 佐々木 葉二/登坂 誠/根本 哲夫/宇戸 純子/北口 照美/マーク・ピーターキーン/仲 隆裕/西田正憲【共著】/京都造形芸術大学【編】2000 角川書店
- ランドスケープの近代―建築・庭園・都市をつなぐデザイン思考 - 佐々木 葉二/宮城 俊作/三谷 徹 【共著】/ 2010 鹿島出版会[2]
- SD 9209 第336号【共著】/ 1992 鹿島出版会